# Kosówka (dopływ Mlecznej)
Kosówka (według nazewnictwa MPHP Dopływ spod Augustowa) – strumień w województwie mazowieckim, prawy dopływ Mlecznej. Jej źródła znajdują się w okolicach Augustowa.
Ciek o tej nazwie i położeniu nie występuje w zestawieniu PRNG.
Błędnie tą nazwą nazywany jest górny odcinek Mlecznej przepływający przez teren Muzeum Wsi Radomskiej do połączenia z Strumieniem Malczewskim. Uchodzi do Mlecznej na terenie stawów w Kosowie. Obecnie objęta obszarem chronionym "Dolina Kosówki". Zamieszkują ją liczne dzikie zwierzęta oraz chronione gatunki roślin: purchawica olbrzymia, storczyk plamisty.